# Michel Pruvot
Pour les articles homonymes, voir Pruvot.
Michel Pruvot est un musicien et présentateur français né le 30 janvier 1948 à Rue dans la Somme. Il présente l'émission Sur un air d'accordéon de 1992 à 2002, puis à partir de 2009.[réf. nécessaire]

## Biographie
Michel Pruvot est un compositeur, accordéoniste, chanteur et animateur français, né le 30 janvier 1948 à Rue. Il présente depuis 1992 l’émission Sur un air d’accordéon, d’abord diffusée sur France 3 pendant dix ans, puis sur Télé Mélody, et actuellement sur la chaîne régionale Wéo, dans les Hauts-de-France.
Fils de Jacques Pruvot, professeur d’accordéon, compositeur et chef d’orchestre, Michel Pruvot découvre très tôt la musique. Il remporte plusieurs concours tout en pratiquant le cyclisme, discipline qu’il exerce en parallèle de sa carrière musicale avant de se consacrer entièrement à l’accordéon.
En 1962, il débute dans l’orchestre de son père. En 1969, il fonde son propre orchestre sous le nom de Michel Pruvot et ses Play Boys, qui devient Mike Davidson en 1971. Cet orchestre adopte un style plus moderne, influencé par le Top 50 de l’époque, et se produit dans toute la France.
En 1982, il établit un record d’endurance à l’accordéon à Menton, en jouant pendant 177 heures et 30 minutes. Ce record est homologué par le Livre Guinness des records.
À partir du milieu des années 1980, il se fait connaître du grand public grâce à des apparitions télévisées dans des émissions comme Incroyable mais vrai, Porte Bonheur, ou encore La Chance aux chansons. En 1986, grâce à Guy Lux, il participe à La Classe sur France 3 aux côtés du chanteur Bézu, puis intervient dans des émissions comme Intervilles.
En 1987, il reçoit le Trophée de l’accordéon d’or, décerné par le magazine Artistes & Variétés.
Le 12 septembre 1992 marque un tournant dans sa carrière avec le lancement de Sur un air d’accordéon, émission hebdomadaire diffusée sur France 3. Elle rencontre un grand succès durant dix ans. En 2002, à la suite de l’arrêt de l’émission par France Télévisions, Michel Pruvot rejoint Télé Mélody, chaîne du câble qu’il contribue à fonder, et y reprend la présentation de son émission.
La même année, il lance également un autre concept : La plus grande guinguette du monde, produit par la société Nuits d'artistes. Ce spectacle itinérant, présenté dans les Zéniths de France, réunit plusieurs accordéonistes de renom comme Maurice Larcange, Louis Corchia, Louis Ledrich ou André Verchuren.
En 2009, il quitte Télé Mélody pour rejoindre Wéo, où il continue d'animer Sur un air d’accordéon. Parallèlement, il poursuit ses activités de galas avec son orchestre (composé de huit musiciens, deux danseuses et quatre techniciens), ses enregistrements télévisés et radiophoniques.
En 2010, il célèbre ses 50 ans de carrière et publie une autobiographie intitulée L’enfant du bal, aux Éditions du Rocher. Un documentaire en DVD est également produit par France 3.
Entre 2012 et 2013, il participe à la caravane publicitaire du Tour de France. En 2013, à l’occasion du centenaire du Tour, il sort un single intitulé La chanson du Tour, en duo avec le commentateur Daniel Mangeas, ainsi que l’album Roulez roulez. La même année, il participe à la tournée Âge tendre et Têtes de bois, ainsi qu’à l’émission Les Grands du rire sur France 3.
En 2016, Michel Pruvot donne son dernier concert avec son grand orchestre à Amiens, devant plus de 1 500 spectateurs. Il cesse alors ses activités de chef d’orchestre, tout en continuant à se produire en soliste.
Toujours actif, il anime des galas, festivals, séjours et croisières, et poursuit la présentation de son émission sur Wéo (diffusée quotidiennement de 13h30 à 15h), ainsi que sur Viva+ (RTBF) en Belgique. Il continue également d’enregistrer des CD, d’écrire de nouvelles compositions et travaille à la publication de son deuxième livre, La saga des Pruvot, en hommage à son père à l’occasion des 40 ans de sa disparition.

## Discographie sélective
- Allez Abbeville (1982), reprise d'une chanson du SC Abbeville composé par son père Jacques Pruvot
- Allez les Bleus et Rouges (1982), chanson pour le SC Abbeville
- Le soleil doit briller pour tout le monde (2000)
- Mélody d'accordéon (2002)
- Histoire des guinguettes (2004)
- Viens danser dans ma guinguette (2006)
- Accrochez-vous à l'accordéoniste (2009)
- Cocktail dancing (2009)
- 50 ans de carrières best of (2010)
- L'enfant du bal musette (2011)
- Le roi de l'ambiance (2012)
- Roulez roulez (2013)
- La Chanson du tour avec Daniel Mangeas (single 2013)
- Oh toi l'amour de ma vie avec Jean Réveillon[2],[3] (2015)
- Single CD Michel Pruvot cante les Hauts-de-France, «  Nord/ Pas-de-Calais/ Picardie » (2023)